# یوری روماننکو
یوری روماننکو (به انگلیسی: Yury Romanenko) فضانورد اهل اتحاد شوروی است که در ۱ اوت ۱۹۴۴ در استان ارنبورگ زاده شد. وی در مأموریت سالیوت ۶ ئی‌او-۱، سایوز ۲۶، سایوز ۲۷، سالیوت ۶ ئی‌پی-۸، سایوز ۳۸، میر ئی‌او-۲، سایوز تی‌ام-۲، سایوز تی‌ام-۳ حضور داشته است.